# School for Scoundrels
School for Scoundrels (Escuela de idiotas en Venezuela, Escuela para idiotas en México y Perú, Escuela de pringaos en España y Escuela de tontos en Argentina), es una película estadounidense de 2006, protagonizada por Billy Bob Thornton y Jon Heder, y dirigida por Todd Phillip. La película está basada en la película británica de 1960 del mismo nombre. La película fue estrenada el 29 de septiembre de 2006.

## Argumento
Roger (Jon Heder) es un perdedor en la sociedad, sujeto a las burlas de sus compañeros de trabajo y de los demás, que sueña con salir con la estudiante graduada extranjera que vive en su edificio, Amanda (Jacinda Barrett). Para superar su falta de autoestima, se inscribe en un curso impartido por el Dr. P (Billy Bob Thornton). Al participar, Roger comienza a desarrollar un sentido de orgullo personal. Queriendo demostrar que todavía tiene su ventaja, el Dr. P comienza a competir con Roger para enamorar a Amanda. Después de un partido de tenis competitivo en el que Roger le humilla, el Dr. P recluta el talento de sus compañeros de clase de Roger para enmarcar a Roger como un acosador. Roger utiliza su autoridad como un lector de medidores para confiscar el vehículo del Dr. P, y en represalia el Dr. P hace que despidan a Roger de su trabajo. Roger obtiene información sobre el Dr. P, y descubre que los planes que tiene con Amanda también los hizo con la chica de un estudiante deprimido antes (Ben Stiller) y con la ayuda de compañeros de clase, se dispone a salvar a Amanda y demostrar la duplicidad del Dr. P.

## Elenco
- Billy Bob Thornton - Dr. P/Dennis Sherman
- Jon Heder - Roger
- Michael Clarke Duncan - Lesher
- Jacinda Barrett - Amanda
- Sarah Silverman - Becky
- David Cross - Ian
- DeRay Davis - Bee Bee
- Ben Stiller - Lonnie
- Horatio Sanz - Diego
- Todd Louiso - Eli
- Joanne Baron - Lois
- Jim Parsons - (Cameo)

## Diferencias entre la original y la versión
La versión de 2006 de School for Scoundrels tiene un tema similar a la película original, pero un argumento sensiblemente diferente y diferente tono.
El personaje del Dr. P es un homenaje al director de la ficticia Universidad de Yeovil Lifemanship, Stephen Potter, en la original película de 1960. Los libros Lifemanship en que ambas películas se basan fueron escritos por el verdadero Stephen Potter.
Ambas películas cuentan con un partido de tenis entre los rivales de amor como un conjunto de piezas.

## Recepción
School for Scoundrels llegó al cuarto lugar en las taquillas de los Estados Unidos en su primer fin de semana, acumulando $8,602,333 dólares, antes de finalmente recaudar $23.912.494 dólares en todo el mundo.
La película recibió críticas principalmente negativas, de Rotten Tomatoes dándole a la película el 24%.